# Hotimir Tivadar
Hotimir Tivadar (Maribor, 12. srpnja, 1975.) slovenski je jezikoslovac i fonolog.

## Životopis
U Lipovcima u Prekomurju je proveo svoju mladost. Osnovnu školu je pohađao u Beltincima, gimnaziju u Murskoj Soboti. 1993. godine unatoč položenom prijemnom ispitu na Pravnom fakultetu u Ljubljani je počeo studirati slovenski jezik na Filozofskome fakultetu.
Nakon četverogodišnjeg studija otišao je na jednosemestralni studij u Češku. Bio je na Odsjeku za češki jezik i književnost te Fonetskom institutu u Pragu, gdje je završio instrumentalni dio svoje disertacije. Nakon diplomiranja je bio stalni asistent za fonetiku na Odsjeku za slovenski književni jezik i stilistiku.
Danas živi u Ljubljani.

## Znanstvena, jezikoslovna i fonološka djela
Tivadar je istraživač na području slovenskog jezika i jezikoslovlja. Njegovi znanstveni interesi uključuju fonetiku, govor, radijski govor i akustičnu fonetiku. Bavi se retorikom i govorništvom, pravopisom, pravopisom, reakreditacijom studijskih programa i analizom slovenskih pravopisnih tekstova. Aktivan je u pisanju znanstvenih i stručnih članaka.
Surađuje i Fonetskim institutom u Pragu U sklopu fonetskih istraživanja i fakultetom u Toruńu u Poljskoj, elektrotehničkim fakultetom u Ljubljani i Katedrom za fonetiku u Zagrebu. Osim fonetskog područja surađuje i Centrom za slovenski jezik kao drugi ili strani jezik i bavi se prekomurskim jezikom.
U godinama 1999., 2003., 2010. i 2013. sudjelovao je na Konferenciji o istraživanju govora u Zagrebu i na Međunarodnoj fonetskoj konferenciji Komisije za fonetiku i fonologiju u Pragu, Skoplju, Ljubljani i Toruńu. Član je Međunarodne komisije za fonetiku i fonologiju slavenskih jezika u Međunarodnom slavističkom odboru i Slavističkog društva Slovenije.  

## Vanjske poveznice
- red. prof. dr. Hotimir Tivadar - Filozofska fakulteta (egyetemi honlap)
- (INTERVJU) Hotimir Tivadar: "Slovenci imamo svoj jezik zelo radi" (vestnik.si)